# Isla del Sol

Isla del Sol é uma ilha no lago Titicaca, pertencente à Bolívia. O acesso é feito pela cidade de Copacabana (Bolívia). Tem área de 14,3 km² e é a maior ilha do lago. Tinha o nome de Isla Titicaca.
É uma ilha sagrada para os Incas, onde se encontravam os santuários das "vírgenes  del sol", dedicado ao Deus Sol.
A ilha atualmente é povoada por indígenas de origem quechua e aymara, dedicados ao artesanato e ao pastoreio, principalmente de gado ovino.
Existem muitos sítios arqueológicos em volta da ilha. Estudos indicam que a civilização Inca teve origem na ilha, com o surgimento de Manco Capac.

## Turismo
Possui muitos atrativos e faz parte da rota conhecida por muitos mochileiros Rota Bolívia-Peru-Chile.
Na ilha se encontra o museu arqueológico de Challapampa, onde se encontram peças resgatadas ao redor da ilha.
A paisagem é magnífica em toda a ilha, existe uma trilha para uma caminhada de norte à sul da ilha, que pode ser feita em cerca de 3 horas, consulte a Rota Bolívia-Peru-Chile para maiores detalhes.

## Fotos

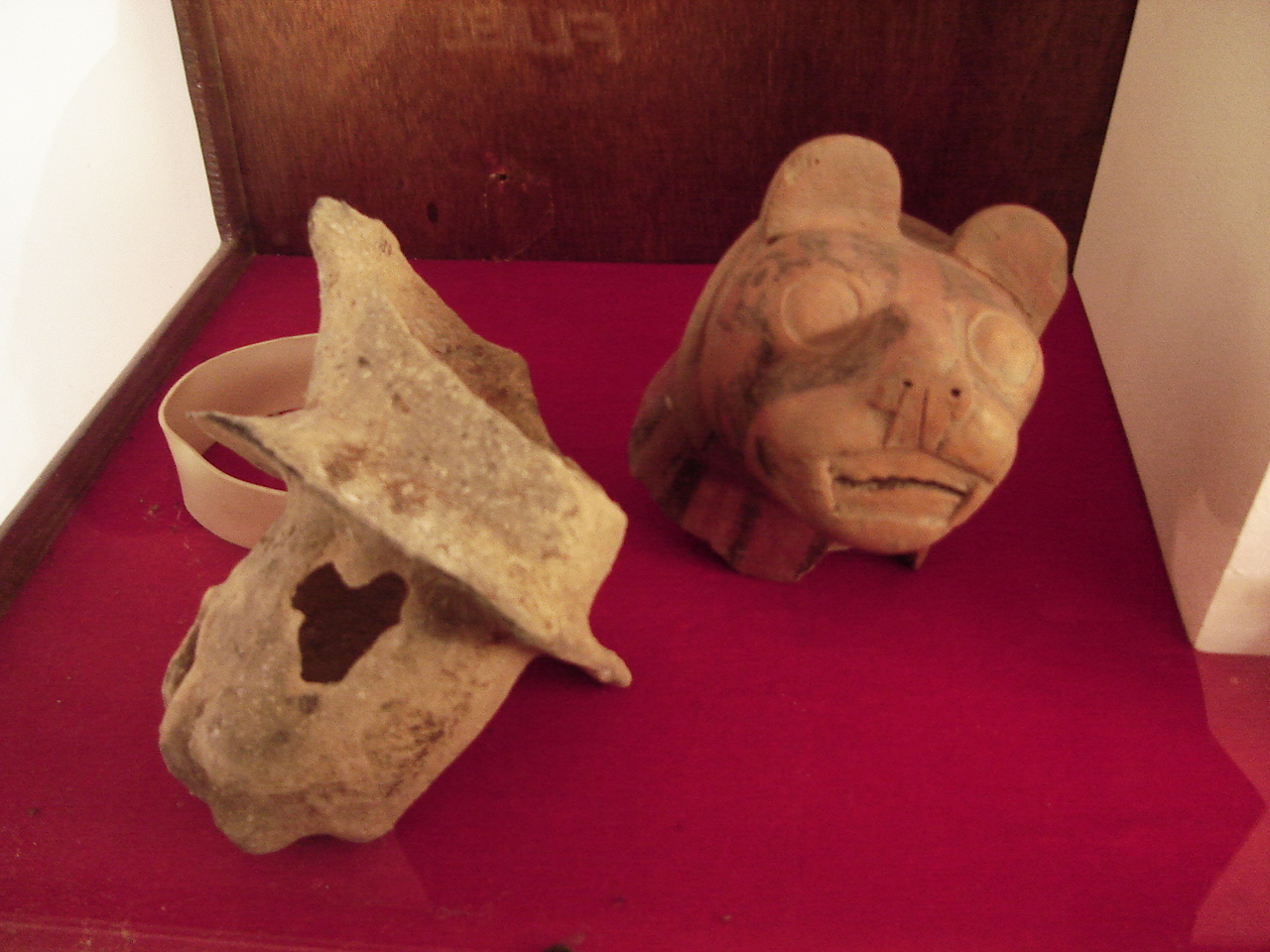
Artefatos do pequeno museu da ilha.
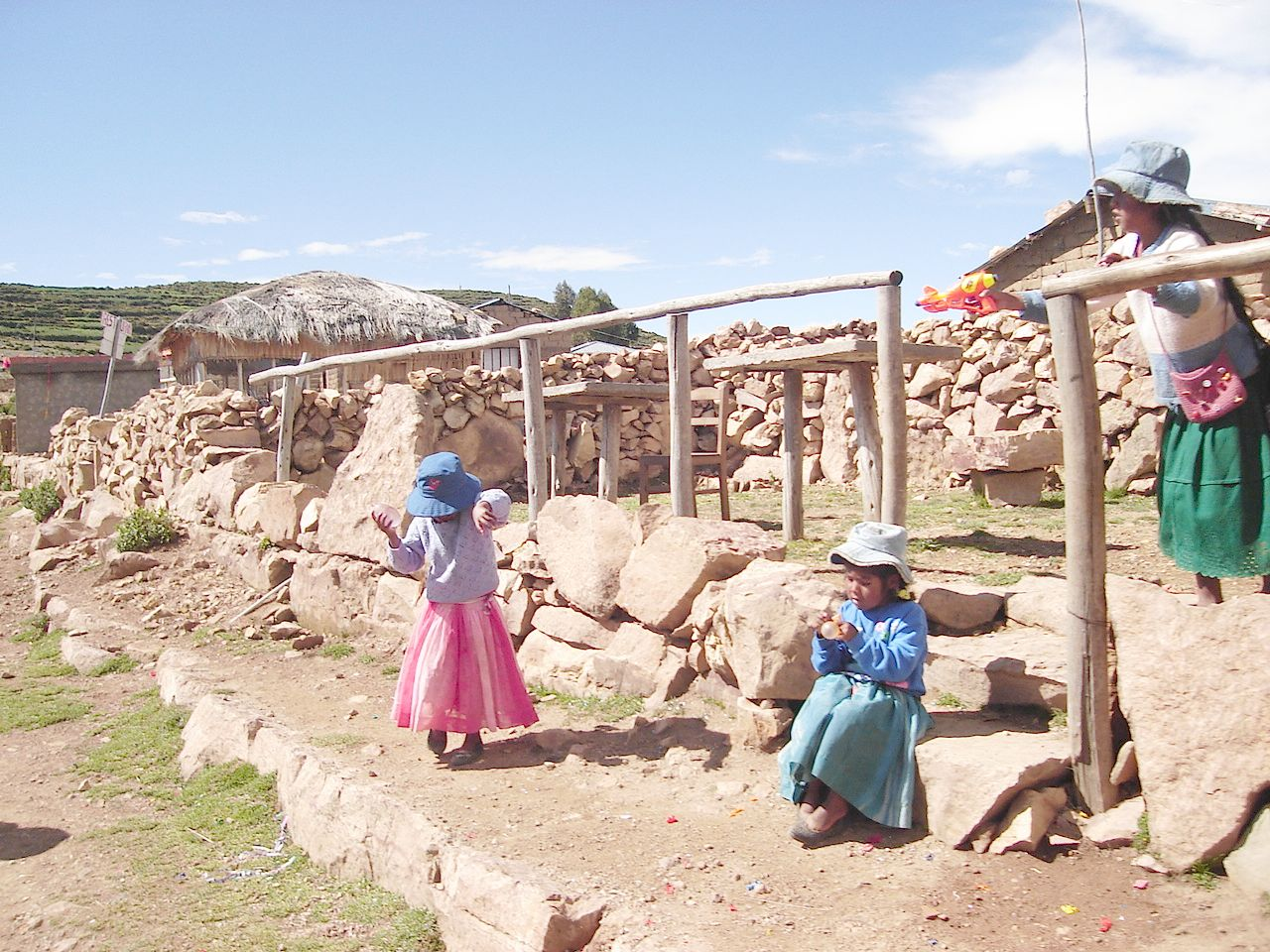
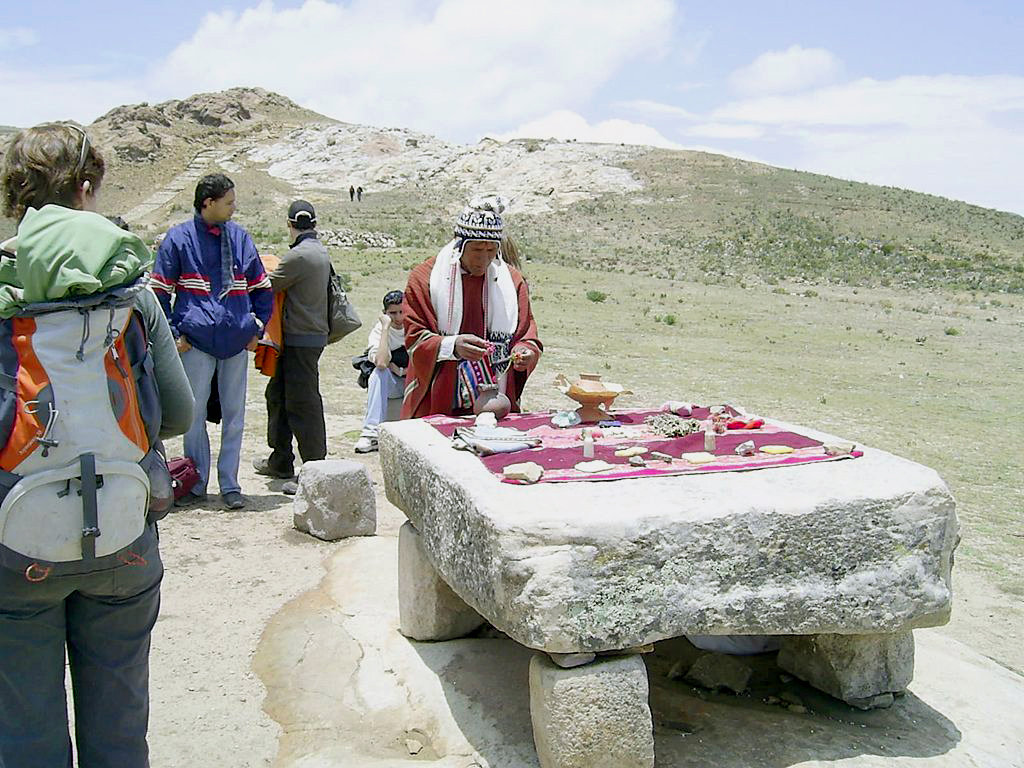
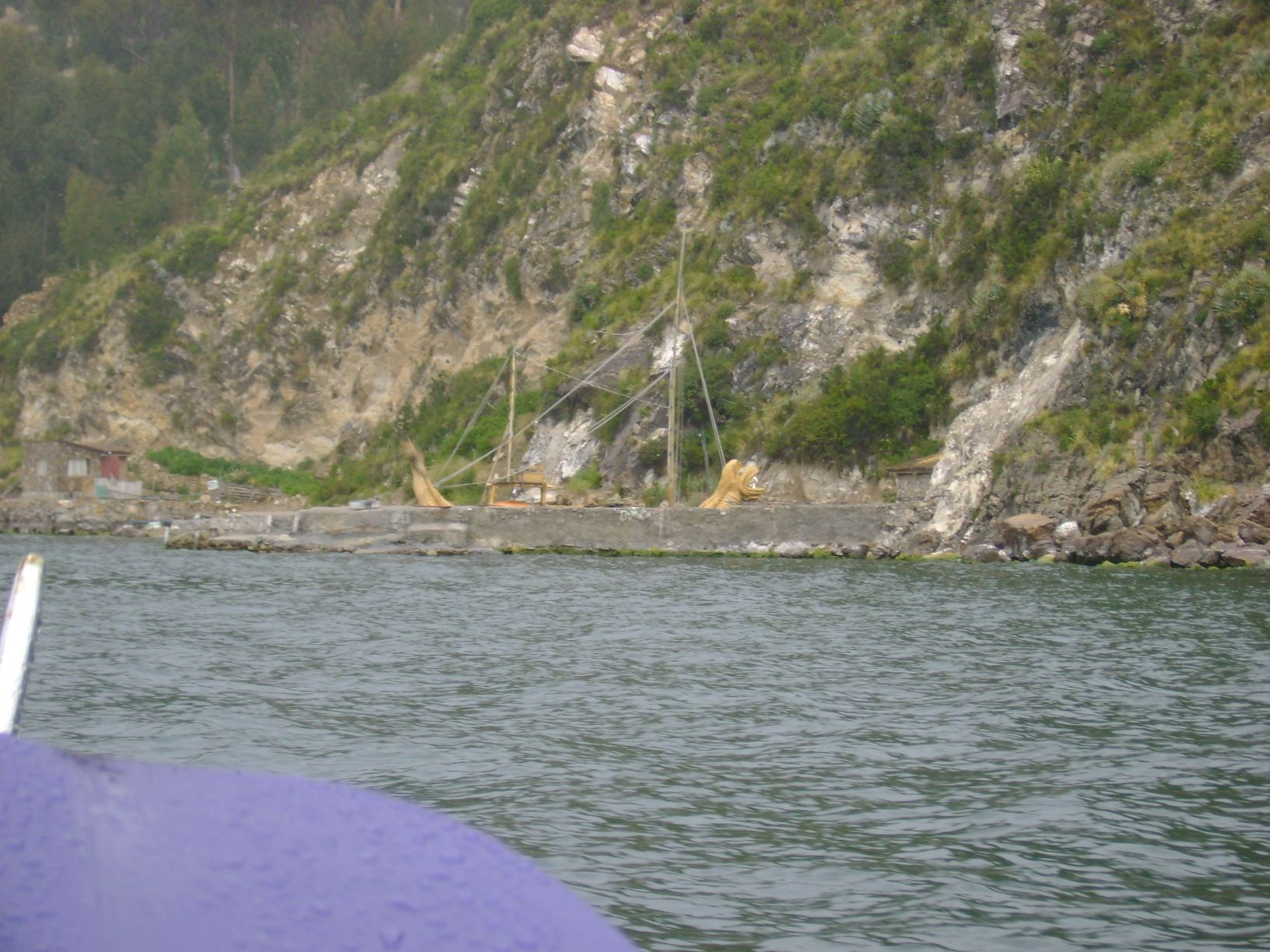